# Riboflavin
Riboflavin, còn được gọi là vitamin B2, là một loại vitamin có trong thực phẩm và được bán dưới dạng chế phẩm bổ sung. Riboflavin cần thiết cho sự hình thành của hai coenzyme chính, flavin mononucleotide và flavin adenine dinucleotide. Các coenzyme này tham gia vào quá trình chuyển hóa năng lượng, hô hấp tế bào và sản xuất kháng thể, cũng như quá trình tăng trưởng và phát triển bình thường. Các coenzyme cũng cần thiết cho quá trình chuyển hóa niacin, vitamin B6, và folate. Riboflavin được kê đơn để điều trị chứng mỏng giác mạc và dùng đường uống, có thể làm giảm tỷ lệ mắc chứng đau nửa đầu ở người lớn.
Thiếu riboflavin rất hiếm khi xảy ra và thường đi kèm với sự thiếu hụt các vitamin và chất dinh dưỡng khác. Nó có thể được ngăn ngừa hoặc điều trị bằng cách bổ sung bằng đường uống hoặc tiêm. Là một loại vitamin tan trong nước, bất kỳ loại riboflavin nào được tiêu thụ vượt quá nhu cầu dinh dưỡng đều không được tích trữ; riboflavin không được hấp thụ hoặc được hấp thụ và nhanh chóng bài tiết qua nước tiểu, làm cho nước tiểu có màu vàng tươi. Các nguồn riboflavin tự nhiên bao gồm thịt, cá và gia cầm, trứng, các sản phẩm từ sữa, rau xanh, nấm và hạnh nhân. Một số quốc gia yêu cầu bổ sung riboflavin vào ngũ cốc.